# Cheikh Maqsoud
Cheikh Maqsoud (en arabe : الشيخ مقصود ; en kurde : Şêxmeqsûd, شێخ مەقسوود ; en anglais : Sheikh Maqsood), parfois orthographié al-Cheikh Maqsoud, Maqsud ou Maksud, est un quartier de la ville d’Alep, en Syrie,. Il est peuplé principalement de Kurdes syriens (en) et est sous le contrôle de forces militaire ou de sécurité kurdes depuis 2012 (YPG et FDS jusqu'en 2025 puis Assayech). Le quartier fut fortement affecté par les combats de la bataille d'Alep durant la guerre civile syrienne. 

## Histoire

### Pré-Guerre
La ville d'Alep est une des plus anciennes villes habitées au monde déjà habitée à l'époque paléo-babylonienne (2004-1595 av. J.-C.). 

### Guerre civile syrienne
Les miliciens kurdes des YPG prennent le contrôle du quartier le 28 juillet 2012 au début de la bataille d'Alep,.  Isolé des autres enclaves habitées par les Kurdes, Cheikh Maqsoud est très vulnérable aux assauts du Front al-Nosra et des autres groupes rebelles islamistes, qui assiègent le district par le nord et l'est avant d'être repoussés par les forces pro-gouvernementales entre juin et novembre 2016.
Durant le conflit, Cheikh Maqsoud est bombardé à plusieurs reprises par les groupes rebelles islamiques, causant la destruction de larges pans du quartier ainsi que la mort de nombreux civils,,,.   
Entre février et avril 2016, plus de 83 civils sont tués lors d'attaques. 
En mai 2016, la directrice régionale adjointe d'Amnesty International déclare que les attaques contre Cheikh Maqsoud constituent des crimes de guerre. 
À la mi-juin 2016, la Russie accuse les milices rebelles d'avoir causé la mort de plus de 40 civils au cours du mois. Un porte-parole des forces démocratiques syriennes accuse quant à lui les rebelles d'avoir causé 1 000 morts et blessés parmi les civils, dans leurs bombardements du quartier depuis le début de la guerre. 
Un rapport des Nations Unies de février 2017 conclut que : 
« Même si pendant le siège d'Alep Est, les attaques contre Cheikh Maqsoud ont diminué, les groupes rebelles islamistes affiliés au Fatah Halab, après avoir promis de se venger des Kurdes à Sheikh Maqsoud, ont délibérément attaqué des quartiers habités par des civils dans l'enclave kurde, tuant et mutilant des dizaines de civils. Ces actes d'attaques dirigées contre une population civile constituent un crime de guerre. »,.
Le 22 février 2018, les miliciens kurdes des YPG remettent le contrôle du quartier aux forces pro-gouvernementales. Ils motivent cette décision par la nécessité stratégique de défendre Afrine face à l'avancée de la Turquie et des rebelles. Leurs troupes stationnées à Cheikh Maqsoud sont d'ailleurs transférées vers Afrine pour combattre sur la ligne de front. 

### Chute du régime d'Assad
En décembre 2024 la ville est prise par les opposants au régime d'Assad d'Hay'at Tahrir al-Sham (HTS). Les quartiers de Sheikh Maqsood et d'Achrafieh conservent leur autonomie, les Forces démocratiques syriennes (FDS) interdisant l'accès à ces zones aux autres militants. Le contrôle kurde sur ces quartiers est par la suite consolidé par de multiples accords entre les FDS et le gouvernement syrien de transition. Ces accords stipulent que seules les forces de sécurité intérieure affiliées aux FDS (Assayech) peuvent rester dans les deux quartiers,. 
À la suite de cet accord, les premiers convois des FDS quittent le quartier le 4 avril 2025 en direction de Tabqa, situé au Rojava (territoire autonome kurde) et transfèrent le contrôle du quartier aux forces de sécurité (Assayech),,. 

## Personnalités liées au quartier
- La défenseure des droits et militante Nujeen Mustafa a résidé dans ce quartier avec sa famille de 2003 à 2012[22].